# Galaktion Tabidze
Galaktion Tabidze (in georgiano გალაკტიონ ტაბიძე?; in russo Галактион Васильевич Табидзе?, Galaktion Vasil'evič Tabidze; Ch'q'vishi, 5 novembre 1891 – Tbilisi, 17 marzo 1959) è stato un poeta sovietico di etnia georgiana.
In vita è stato definito "il re dei poeti", "il Mozart della poesia" e "il Titano della lirica".

## Biografia
Galaktion Tabidze nacque da un prete rurale, che morì due mesi prima della sua nascita, e da Makrine Adeishvili, discendente della famiglia Shervashidze, a cui appartennero diversi re abcasi.
Nel 1899 si iscrisse al Ginnasio di Kutaisi, poi nel 1908 proseguì gli studi al Seminario teologico di Tbilisi. Nel 1914 esordì con la prima raccolta di poesie, che lo rese celebre. A Mosca conobbe Aleksandr Aleksandrovič Blok, Valerij Jakovlevič Brjusov e Konstantin Dmitrievič Bal'mont. Rientrato in patria, collaborò al giornale simbolista Tsisperqantselebi ("Corni blu").
Nel 1924 pubblicò la poesia "Memorie sui giorni in cui lampeggiavano i fulmini" sul giornale Mnatobi fondato dal cugino Tician Tabidze, in risposta alle rivolte del 1921-1924 in Georgia. Venne arrestato per due volte dalle autorità sovietiche, tuttavia riuscì a evitare la pena di morte, a differenza di suo cugino Tician.
Nel dopoguerra diresse la branca poetica dell'Unione degli scrittori della Georgia (1953-1957). In precarie condizioni di salute, gli venne chiesto di firmare a favore della condanna di Boris Pasternak, In risposta a ciò, Tabidze si suicidò il 17 marzo 1959.

## Opere
Tabidze è considerato uno dei più grandi poeti georgiani. Seguono alcune sue opere:

### Poesie
- Usikvarulod
- Me da Ghame
- Kari hkris
- Droshebi chkara
- Sasaplaoni
- Lurja tskhenebm (ლურჯა ცხენებმა, "Cavalli blu", 1916)
- Mtats'mindis mtvare(მთაწმინდის მთვარე, "Luna di Mtatsminda", 1916)
- Jon Ridi (ჯონ რიდი, "John Reed", 1924)
- Ep'oka (ეპოქა, "L'epoca", 1930)
- Revolutsionur i Sakartvelo (რევოლუციონურ ი საქართველო, "Georgia rivoluzionaria", 1931)

### Raccolte di poesie
- Leksebi (ლექსები, "Poesie", 1914)
- Tavis kala art'ist'uli q'vavilebit (თავის ქალა არტისტული ყვავილებით, "Teschio con fiori artistici", 1919)
- Mamulo, sitsotskhleo! (მამულო, სიცოცხლეო!, "Madrepatria, la mia vita!", 1943)